# Bactrocera cinnamea
Bactrocera cinnamea
 es una especie de díptero que Drew describió por primera vez en 1989. Bactrocera cinnamea pertenece al género Bactrocera de la familia Tephritidae.